# ريتشارد برادلي (منتج أفلام)
ريتشارد برادلي (بالإنجليزية: Richard Bradley)‏ هو كاتب سيناريو ومنتج أفلام أسترالي، ولد في 1949.

## روابط خارجية
- ريتشارد برادلي على موقع IMDb (الإنجليزية)